# Irvin Ternström
Lars Irvin Wilhelm Ternström (ur. 17 marca 1909 w Karlshamn, zm. 5 lutego 1975 tamże) – szwedzki lekkoatleta, sprinter.
Podczas igrzysk olimpijskich w Berlinie (1936) biegł na drugiej zmianie szwedzkiej sztafety 4 × 100 metrów, która odpadła w eliminacjach pomimo ustanowienia wynikiem 41,5 rekordu kraju w tej konkurencji.

## Rekordy życiowe
- Bieg na 100 metrów – 10,5 (1937)